# Enispe melaena
Enispe melaena är en fjärilsart som beskrevs av Robert Christopher Tytler 1914. Enispe melaena ingår i släktet Enispe och familjen praktfjärilar. Inga underarter finns listade i Catalogue of Life.